# Tor Røste Fossen
Tor Røste Fossen (Kolbu, 1940. június 19. – 2017. augusztus 7.) norvég labdarúgó, kapus, edző.
1978 és 1987 között a norvég válogatott szövetségi kapitánya volt.

## Sikerei, díjai

### Játékosként
Rosenborg BK
- Norvég bajnokság
  - bajnok: 1967, 1969
  - 2.: 1968
- Norvég kupa
  - győztes: 1971
  - döntős: 1967

### Edzőként
Rosenborg BK
- Norvég bajnokság
  - 2.: 1973
- Norvég kupa
  - döntős: 1972, 1973

 Strømsgodset IF
- Norvég kupa
  - győztes: 1991